# Ascobulla
Ascobulla is een geslacht van weekdieren uit de klasse van de Gastropoda (slakken).

## Soorten
- Ascobulla californica (Hamatani, 1971)
- Ascobulla fischeri (A. Adams & Angas, 1864)
- Ascobulla fragilis (Jeffreys, 1856)
- Ascobulla japonica (Hamatani, 1969)
- Ascobulla ulla (Er. Marcus & Ev. Marcus, 1970)